# Jan Hendrik Oort

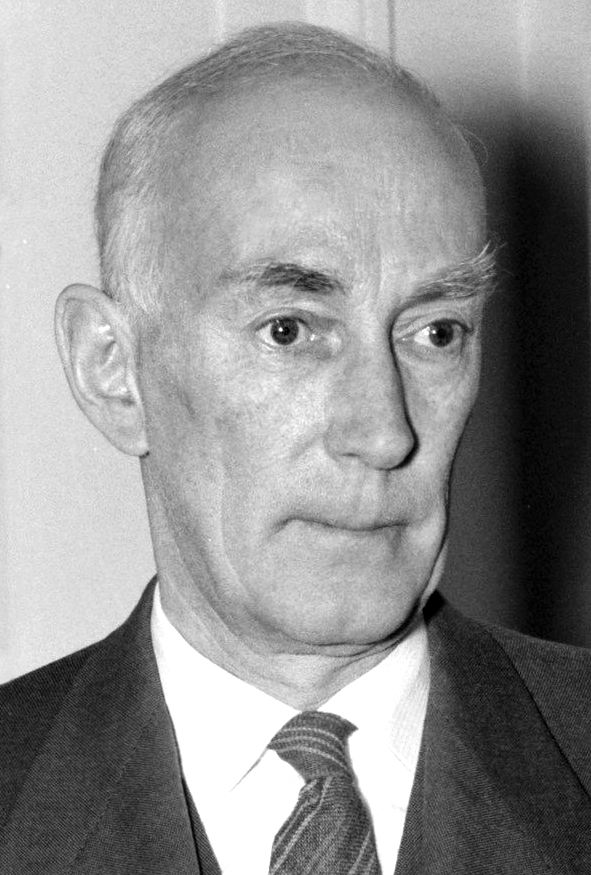
Jan Oort im Jahr 1961

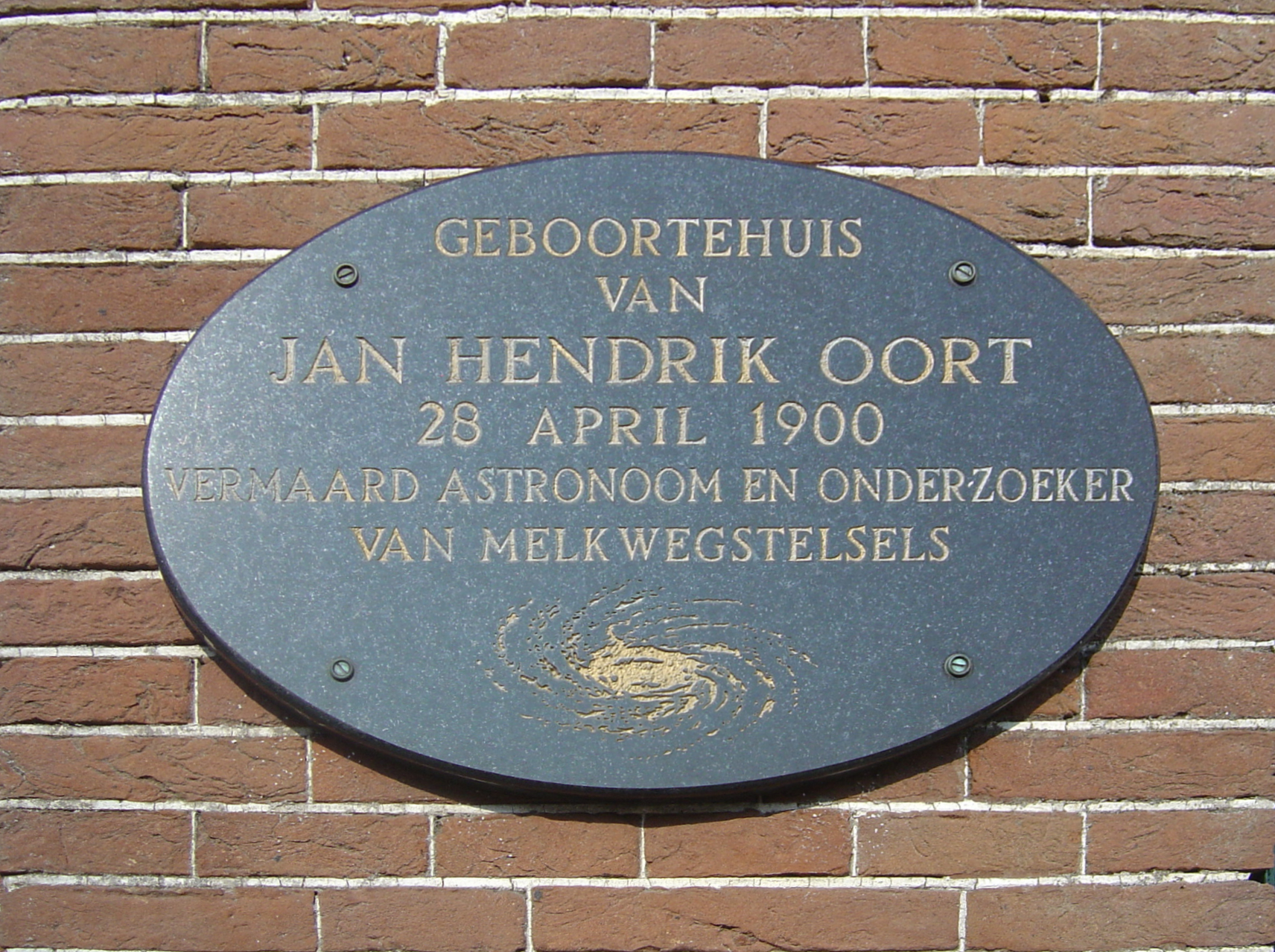
Gedenktafel an Oorts Geburtshaus in Franeker

Jan Hendrik Oort (* 28. April 1900 in Franeker; † 5. November 1992 in Leiden) war ein niederländischer Astronom.

## Leben
Oort studierte an der Universität Groningen und wurde 1926 promoviert. Dort war er Schüler von Jacobus C. Kapteyn. Seit 1924 arbeitete er am Observatorium Leiden. Von 1945 bis 1970 war er Professor an der Universität Leiden. Zur gleichen Zeit war er auch Direktor der Sternwarte Leiden.
Im Jahre 1927 bestätigten Oort und seine Kollegen mit den Oortschen Rotationsformeln die Hypothese von Bertil Lindblad über die Rotation unserer Galaxis, der Milchstraße, die zuerst Immanuel Kant 1755 vorgeschlagen hatte. Oort lokalisierte das Milchstraßenzentrum 30.000 Lichtjahre von der Erde entfernt im Sternbild Sagittarius (Schütze). Er zeigte, dass die Milchstraße eine Masse von 100 Milliarden Sonnenmassen hat.
In den 1950er-Jahren postulierte Oort einen als Oortsche Wolke bekannt gewordenen Bereich am Rande des Sonnensystems, aus dem die Kometen stammen. Oorts Theorien dazu sind bisher nicht bestätigt worden, werden aber allgemein anerkannt.
Oort zeigte die Polarisierung der Strahlung vom Krebsnebel und erkannte sie als Synchrotronstrahlung.
Von 1958 bis 1961 war Oort Präsident der Internationalen Astronomischen Union.

## Mitgliedschaften
Die Königlich Niederländische Akademie der Wissenschaften nahm ihn 1945 als ordentliches Mitglied auf. 1946 wurde Oort in die American Academy of Arts and Sciences gewählt, 1949 in die Royal Society of Edinburgh, 1953 in die National Academy of Sciences und 1957 in die American Philosophical Society. Im Jahr 1973 wurde Oort zum Mitglied der Leopoldina gewählt. 1955 wurde er zum korrespondierenden Mitglied der Göttinger Akademie der Wissenschaften gewählt sowie in die Académie des sciences in Paris aufgenommen.

## Ehrungen
- 1942 Bruce Medal

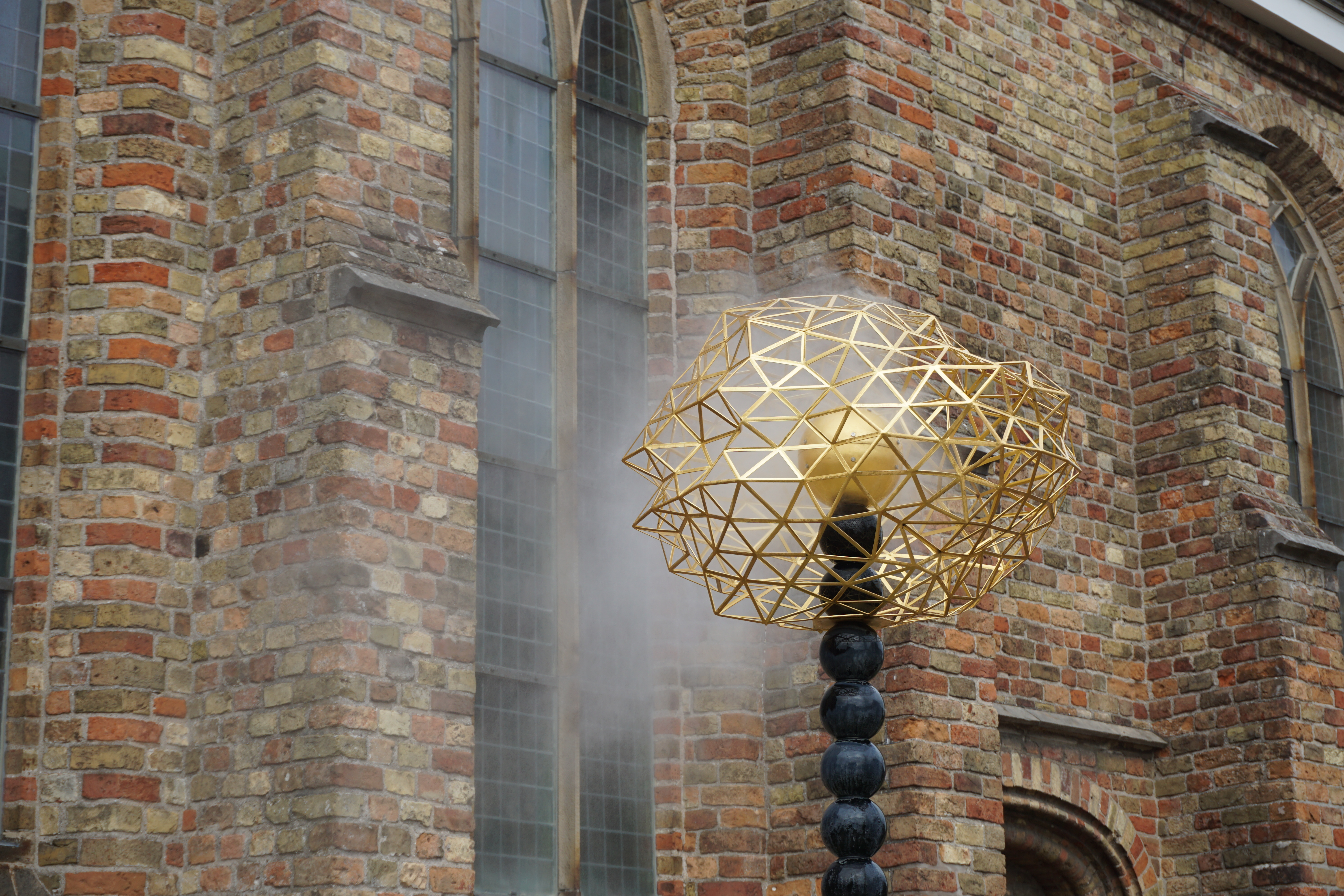
Brunnen De Oortwolk von Jean-Michel Othoniel in Franeker. Der Wasserdampf symbolisiert die Kometen am Rande unseres Sonnensystems.

- 1946 Goldmedaille der Royal Astronomical Society
- 1947 Jules-Janssen-Preis
- 1951 Henry Norris Russell Lectureship
- 1972 Karl-Schwarzschild-Medaille der Astronomischen Gesellschaft
- 1973 Ehrenmitglied der Leopoldina
- 1984 Balzan-Preis für Astrophysik
- 1987 Kyoto-Preis
- Nach Oort ist der Asteroid (1691) Oort benannt.
- Zu Ehren von Oort wurde 2018 im Rahmen der Kulturhauptstadt Leeuwarden/Friesland (LF2018) in Franeker vor der Martinikirche der Brunnen De Oortwolk von Jean-Michel Othoniel errichtet.